# Utopi
En utopi är ett teoretiskt idealsamhälle. Detta tänkta samhälles mönstergillhet kan ha sin grund i exempelvis ekonomiska, religiösa, ekologiska, politiska, teknologiska eller akademiska egenskaper. Begreppet som sådant beläggs inte sällan med epitetet orealistiskt. Ordet härleds från Thomas Mores verk Utopia från 1516. Utopisk litteratur har en lång historietradition där Platons Staten allmänt anses vara det allra första verket i denna kategori. Muntligt har de utopiska berättelserna en ännu äldre tradition. I politisk retorik förekommer begreppet inte sällan som något negativt laddat och ouppnåeligt. Motsatsen till utopi är dystopi.

## Ordets ursprung
Ordet ”utopia” fick More från grekiskans οὐ, som betyder ingen, och τόπος, som betyder plats, vilket ger hela ordet betydelsen ”ingen plats” eller ”ingenstans”. Han spelade dessutom på den dubbla mening begreppet får genom ordet εὖ, som betyder bra, eftersom eutopia (bra plats) och utopia (ingen plats) uttalas på samma sätt på engelska.

## Utopi inom litteraturen

### De tidiga utopierna
De tidigaste utopierna var kanske mer övningar i filosofisk argumentation än skönlitterära romaner så som många ser dem. Handlingen består i att en resande på ett eller annat vis upptäcker ett okänt samhälle, isolerat från omvärlden. Hur han (för det är oftast en man) hamnade i denna okända miljö, är oviktigt. Den resande möts av ett vänligt och givmilt folk och får efter ett tag en guide, som gärna visar honom runt och i detalj förklarar hur samhället är uppbyggt. Det utopiska samhället ställs sedan, antingen genom kommentarer från huvudpersonen eller genom läsarens egna reflektioner, i kontrast till det egna samhället och blir till en kritik mot detta. Texten är mestadels deskriptiv och karaktärer och handling är endast ytliga. Denna typ av utopiska romaner var vanlig under genrens tidiga period. Viktiga verk är till exempel Campanellas. Solstaten (1623), Bacons The New Atlantis (1627), Keplers ”Somnium” (1634) och Merciers ”L'An 2440” (1771).
Framemot 1900-talet hade utopierna utvecklats till att innehålla mer handling och mer likna romaner av det slag vi är vana vid. Denna tidens utopier var ofta en sorts socialistiska traktat och här finns verk som Bellamys En återblick (1888), och H.G. Wells När den sovande vaknar (1899).
Under 1900-talet mötte den utopiska litteraturen kritik. Det argumenterades att den enes utopi kan vara den andres dystopi, särskilt som många visioner om idealsamhället inbegrep en sorts förtryck, där det ”perfekta” systemet ställs mot individen, samt att det skulle vara svårt att stoppa dessa samhällen från att falla offer för diktatorer eller elitgrupper. Kort sagt; det skulle vara svårt för den enskilde individen att påverka sin tillvaro. Det var lätt att associera utopianism med socialism och kommunism, och därmed med Sovjetunionen. Vad man ska komma ihåg, är att utopisk litteratur inte skrivs för att verka som en plan över hur det perfekta samhället ska byggas upp, utan för att framföra kritik mot det samhälle författaren lever i.

### Utopi inom science fiction
Det finns de som säger att utopierna dog ut med idealismen under det hårda 1900-talet. Andra säger att de helt enkelt har muterat till något som passar vår tid bättre. Hoda M. Zaki publicerade 1988 en monograf iöver utopier inom science fiction (Phoenix Renewed). Hon undersökte vinnarna av Nebulapriset mellan 1965 och 1982 och fann att nästan alla böcker innehöll element från den klassiska utopin. Faktum är att science fiction är en perfekt genre för att utforska utopier och ta dem till nästa nivå. Eftersom nästan all science fiction utspelar sig i framtiden, kan man säga att den per automatik blir mer eller mindre framtidsoptimistisk eller -pessimistisk. Runt sekelskiftet hade H G Wells' framtidsoptimism spridit sig till samtidens science fiction-författare och sf-litteraturen dominerades till en början av en tro på människan och tekniken, som tillsammans skulle skapa en underbar framtid.
Dock ska man inte tro att alla utopier återfinns i framtiden; det finns de som i stället föreställer sig den perfekta världen i forntiden, som en människans ”Guldålder”, innan vi kom ifrån det ”naturliga” sättet att leva. Huvudsaken verkar vara att idealvärlden ligger så långt bort som möjligt från vår egen värld, antingen det är geografiskt eller tidsmässigt. Som Lundwall (1993) skriver: ”Ett lyckorike som kan granskas närmare, är inget lyckorike”. I science fiction kan man dessutom placera sin drömvärld på en annan planet och befolka den med bortommänskliga varelser som inte begränsas av mänskliga svagheter och därigenom undersöka nya aspekter av samhället och det mänskliga psyket.
Även inom sf-litteraturen kan man skönja kritiken mot den utopiska litteraturen. Ett fiktivt exempel på hur strävan efter en utopi istället skapar en dystopi, får man till exempel i Karin Boyes sf-verk Kallocain (1940) eller George Orwells 1984 som publicerades 1949. I Kallocain presenteras man för ett samhälle där alla är lika mycket värda och har samma materiella förutsättningar. Alla deltar i skift i polis- och militärtjänstgöring och den enda skillnaden människor emellan är vilken grad man har på sin uniform. Ur samhällssynpunkt är livet i Kallocain en välordnad utopi med samma förutsättningar för varje individ, men ur just individens synpunkt är förutsättningarna att betrakta som en dystopi. I varje hem finns ett elektroniskt polisöga och ett hembiträde vars främsta uppgift är att rapportera de boendes förehavanden. Giftermål handlar endast om att producera barn till Världsstaten och avslutas om den ena parten är steril, eller så fort barnkullen är gammal nog (7 år) för att uppfostran istället skall tas över i barnläger. Det är en enformig värld präglad av misstro och avsaknaden av frihet når sin kulmen när huvudpersonen Leo Kall skapar ett sanningsserum som får människor att avslöja sina innersta tankar. Kallocain är en dystopi per definition och har tydliga paralleller till aktuella och historiskt konservativa och fascistiska samhällen byggda på en korporativism inom nationalstaten.

### Utopi inom svensk litteratur
Inom svensk litteratur hittar man de första utopiska verken på 1700-talet. Viktiga tidiga verk är till exempel Hans Bergeströms Indianske Bref (1770), Nils Herman Quidlings Platos stat i korrigerad bild (1876) som är den fjärde och sista delen av författarens Slutliqvid med Sveriges lag och Claës Lundins Oxygen och Aromasia (1878). Bland senare verk kan man nämna Per Freudenthals Resa till Venus (1923) och Olle Hedbergs Ut med blondinerna! från 1939.

## Utopier i verkligheten
Det har gjorts många försök runtom i världen att skapa utopiska kolonier. I USA kan vi finna ett antal exempel på sådana utopier, exempevis, New Harmony i Indiana, Amanakolonierna i Iowa och Oneidasamhället i New York. Liknade utopier återfinns globalt, några länder som har gjort liknade försök eller har pågående försök är bland annat, Spanien, Mexico, Kanada, Sverige, Argentina med flera.

## Utopier i litteratur och myt
- Atlantis
- Eldorado
- Elyseiska fälten
- Persikoblomskällan
- Shangri-La
- Schlaraffenland